# Francis Beaumont
Francis Beaumont (1584 körül – London, 1616. március 6.), Jakab-kori angol költő és drámaíró, 1606 és 1613 vagy 1614 között John Fletcherrel közösen írt vígjátékokat és tragédiákat.

## Pályafutása
Apja Francis Beaumont az angliai Grace-Dieu szerzetesház világi bírája volt. Francis 1597-től az oxfordi Broadgates Hall (a későbbi Pembroke College) diákja volt, melyet apja halálakor diploma nélkül elhagyott. 1600 novemberében a londoni Inner Temple jogászkollégium hallgatója lett, jóllehet ideje nagy részét inkább a Mermaid fogadóban töltötte.
1602-ben adták ki Beaumont Salmacis and Hermaphroditus című versét, Ovidius legendájának terjedelmes, buja változatát. Ebben az évben írt rövid előszót Ben Jonson „Volpone” (1607) című művéhez, aki egyébként közeli barátja volt. John Fletcher néhány verse is szerepelt a kötetben . Beaumont és Fletcher számos darabot írt együtt. Sűlve főve együtt voltak, együtt laktak és közös színműírói karrierük is ugyanúgy körülbelül hét évig tartott. 1613-ban Beaumont elvett egy úri özvegy hölgyet, Ursula Isleyt, majd rövidesen vissza is vonult az írástól. 1616-ban halt meg Londonban. A Westminster-apátságban temették el.
Nem sokat tudunk Beaumont munkásságáról, még kevesebbet, mint Fletcheréről. Ketten összesen 54 darabot írtak, melyek közül Beaumont mindössze egyet írt önállóan. Mással is írt közösen Beaumont, egy bizonyos Philip Massingerrel.
Beaumont önállóan írt drámája, a The Knight of the Burning Pestle („A fényes borstörő lovagja”) kifigurázza a kor divatos, túláradó és csöpögős színdarabokat. A darabban gúnyoja Thomas Dekker színműíró munkáját. A főszereplők mindig félbeszakítják az előadást, tanácsokkal szolgálnak, és mindenképpen az inasuknak szeretnék a főhős szerepét. A darab, mely a felső osztályt figurázza ki, kezdetben nem aratott sikert.

## Főbb művei
Nem lehet pontosan meghatározni az egyes drámák keletkezésének dátumát. Poems (Versek; 1640, bővítésekkel 1653). Beaumont egyedül írt műve:
- „A fényes borstörő lovagja” (1607)

Beaumont és Fletcher közös művei:
- The Woman Hater (A nőgyűlölő; 1606)
- Philaster (1608)
- The Coxcombe (A bolond; 1610)
- The Maides Tragedy („A lány tragédiája”; 1611)
- The Captaine (A kapitány; 1612)
- A King and No King (Király és mégsem király; 1611)
- Cupids Revenge (Cupido bosszúja; 1611)
- The Scornful Ladie (A rátarti hölgy; 1614)
- Loves Pilgrimage (A szerelem zarándokútja; ?1616)
- The Noble Gentleman (A nemesúr; 1625)

Beaumont, Fletcher és Philip Massinger közös művei:
- Thierry and Theodoret (Thierry és Theodoret, 1621)
- The Beggars Bush (Koldusok bokra; 1622?)
- Loves Cure (Szerelmi gyógyír; ?)

## Magyarul
- Francis Beaumont–John Fletcher: A lány tragédiája; ford. Rónay György, jegyz. Róna Éva; inː Angol reneszánsz drámák. Shakespeare kortársai, 1-3.; vál., szerk., bev. Szenczi Miklós; Európa, Bp., 1961 (A világirodalom klasszikusai)